# تشارلتون يونغ
تشارلتون يونغ (15 أغسطس 1971 بميامي في الولايات المتحدة - ) (بالإنجليزية: Charlton Young)‏ هو مدرب كرة سلة ولاعب كرة سلة أمريكي في مركز هجوم خلفي.

## وصلات خارجية
- تشارلتون يونغ على موقع كلية كرة السلة في سبورتس رفرنس.كوم (الإنجليزية)
- تشارلتون يونغ على موقع كلية كرة السلة في سبورتس رفرنس.كوم (الإنجليزية)